# ぬか袋
ぬか袋（ぬかぶくろ）は、顔や体の汚れを取り、肌を洗うための洗浄剤。

## 概要
江戸時代に出版された浮世絵、百人一首絵抄 四十八恵慶法師や江戸名所百人美女 御殿山の絵にもぬか袋は登場し、
昔から日本人女性の美容用品として使われていることから、日本で最初の化粧品と言われる。
明治以降、美人ぬか本舗が初めて商品化して以降、宮内庁御用達品として納められた。
近代でも、石鹸が普及する前の日本で、銭湯では米ぬかが売られ、これを木綿の袋につめて使われていた。
現在でもその美容効果を評価し、品質改良し製造・販売を続けるメーカーもある。

## 使用法
- 水、またはぬるま湯の中で軽くもんで、中まで水分をよく含ませます。
- 強くこすらず、軽くマッサージするようにお肌を洗います。
- 使い終わったら軽くしぼって水分を切り、陰干しします。

## 主な成分
- γ-オリザノール
米糠に特有である。コレステロールの吸収を抑える作用、更年期障害などの不定愁訴に効用があるとして医薬品として用いられる。また、紫外線防止のために化粧品に用いられる。
- イノシトール
脂肪肝や高脂血症、セロトニン異常に起因するうつ病、パニック障害、強迫神経症に有効とされる研究結果もある。
- セラミド
- ビタミンE
- イソフラボン